# Franz Karl von Werder

General der Infanterie Franz Karl von Werder

Franz Karl von Werder (* 26. Oktober 1788 in Magdeburg; † 30. Juni 1869 in Potsdam) war preußischer General der Infanterie und Ehrenbürger von Kassel.

## Leben

### Herkunft
Franz Karl entstammte der uradeligen märkischen Familie von Werder. Seine Eltern waren der Leutnant a. D., Erbherr auf Brettin und Kleinwusterwitz sowie Zolldirektor in Magdeburg Johann Karl von Werder (1751–1808) und Christiane Auguste, geborene Rauchhaupt aus dem Hause Trebitz (1756–1829).

### Militärkarriere
Werder besuchte das Berliner Kadettenhaus und wurde 1806 zunächst als Unteroffizier im Regiment Garde der Preußischen Armee angestellt, avancierte jedoch noch im selben Jahr zum Portepéefähnrich. Bereits 1807 erhielt er mit Patent aus 1806 seine Beförderung zum Sekondeleutnant im Regiment Garde zu Fuß. Seit 1813 Premierleutnant und Adjutant des Füsilier-Bataillons machte er die Befreiungskriege mit und kämpfte bei Großgörschen, vor Leipzig und in Paris, wo er sich das Eiserne Kreuz II. Klasse verdiente. Noch 1814 stieg er zum Stabskapitän und zum Kapitän auf.
Nach dem Krieg avancierte er 1818 zum Major und wurde 1825 Kommandeur mit der Führung des Lehr-Infanterie-Bataillons beauftragt. Im Jahr 1828 wurde Werder zum Bataillonskommandeur ernannt und dem 1. Garde-Regiment aggregiert. Die Verleihung des Dienstkreuz erfolgte 1831, die Beförderung zum Oberstleutnant 1834 und im selben Jahr die Verleihung des Ordens der Heiligen Anna II. Klasse mit Krone. Von 1835 bis 1841 war er Kommandeur des 1. Garde-Regiment zu Fuß, erhielt ebenfalls 1835 den Orden der Heiligen Anna II. Klasse mit Brillanten. Er stieg 1836 zum Oberst auf und wurde 1838 mit dem Orden des Heiligen Wladimir III. Klasse geehrt. Seit 1841 war Werder Kommandeur der 11. Infanterie-Brigade, wobei ihm gestattet wurde die Uniform des 1. Garde-Regiment beizubehalten. Ebenfalls wurde die dahingehende Aggregation aufrechterhalten. Im Folgejahr seiner Beförderung zum Generalmajor, erhielt 1843 das Kommando über die 1. Infanterie-Brigade und wurde Kommandant von Potsdam. Als Kommandeur der 12. Division war Werder 1848 an der Niederschlagung der Revolution in Berlin beteiligt. Im selben Jahr wurde mit der Wahrnehmung der Geschäfte als Kommandant von Neiße beauftragt. Werder stieg 1849 zum Generalleutnant auf und wurde 1850 von dem Verhältnis in als Kommandant vom Neiße entbunden. Er wurde 1854 Kommandierender General des I. Armee-Korps, erhielt anlässlich seines bevorstehenden 50-jährigen Dienstjubiläums 1856 den Roten Adlerorden I. Klasse mit Eichenlaub in Brillanten und avancierte 1857 zum General der Infanterie. Noch im selben Jahr wurde er dem 1. Garde-Regiment à la suite gestellt.
Werder erhielt 1858 den Alexander-Newski-Orden und wurde 1859, bei Belassung seiner Stellung als Kommandierender General des I. Armee-Korps, Militärgouverneur der Provinz Preußen. Im Jahr 1861 folgte die Verleihung des Großkreuzes des Österreichisch-kaiserlichen Leopold-Orden und er wurde Ritter des Schwarzen Adlerordens. Ebenfalls seit 1861 war er Chef vom 3. Ostpreußischen Grenadier-Regiments Nr. 4. Er wurde 1863 von seiner Stellung als Kommandierender General des I. Armee-Korps entbunden, erhielt aber als Militärgouverneur den Oberbefehl über das I., II., V. und VI. Armee-Korps. Im Jahr 1864 wurde er sowohl mit dem Orden vom Weißen Adler und dem Orden des Heiligen Andreas des Erstberufenen ausgezeichnet. Im selben Jahr wurde er von seiner Stellung bei Verleihung des Großkomturkreuzes des Hausordens von Hohenzollern entbunden. Werder wurde 1865 unter Belassung in dem Verhältnis à la suite des 1. Garde-Regiments und als Chef des 3. Ostpreußischen Grenadier-Regiments Nr. 4, wobei er die bisherigen aktiven Dienstzeichen zu tragen, sowie außerdem den königlichen Namenszug und die Krone in den Epauletten anzulegen hatte, mit Pension zur Disposition gestellt.
Nachdem er zum Militär- bzw. Generalgouverneur von Kurhessen ernannt worden war, verlieh ihm die Stadt Kassel „in Würdigung Ihrer besonderen Verdienste die Sie sich während Ihrer Wirksamkeit in ereignisreicher Zeit durch Milderung der Kriegslasten und durch Wahrnehmung der Rechte und Interessen unserer Stadt um diese erworben haben“, das Ehrenbürgerrecht „mit dem Wunsch, dass man dieser fortgesetzten Fürsorge um so mehr bedürfe, als Stadt und Land unzweifelhaft erst am Ausgangspunkt einer Entwicklung sich befänden, die mit vielen der Milderung und Ausgleich dringend verbundenen Härten verbunden sei.“ Das Wesen Franz von Werders wurde hierbei als jovial und freundlich beschrieben. Er war Ehrenritter des Johanniterordens.

### Familie
Seit 1816 war er mit Friederike Sophie Wilhelmine Eleonore  Amalie von Alvensleben (1797–1880) aus dem Hause Hundisburg verheiratet und hatte mit ihr fünf Töchter und einen Sohn, den späteren General der Infanterie Bernhard von Werder.